# Scandza
Scandza ist der Name Skandinaviens in den Getica des spätantiken Geschichtsschreibers Jordanes. Die Bezeichnung taucht in der Antike in variierenden Namensformen auf, bis sich im Mittelalter die heutige Form „Skandinavien“ durchsetzte.

## Hintergrund

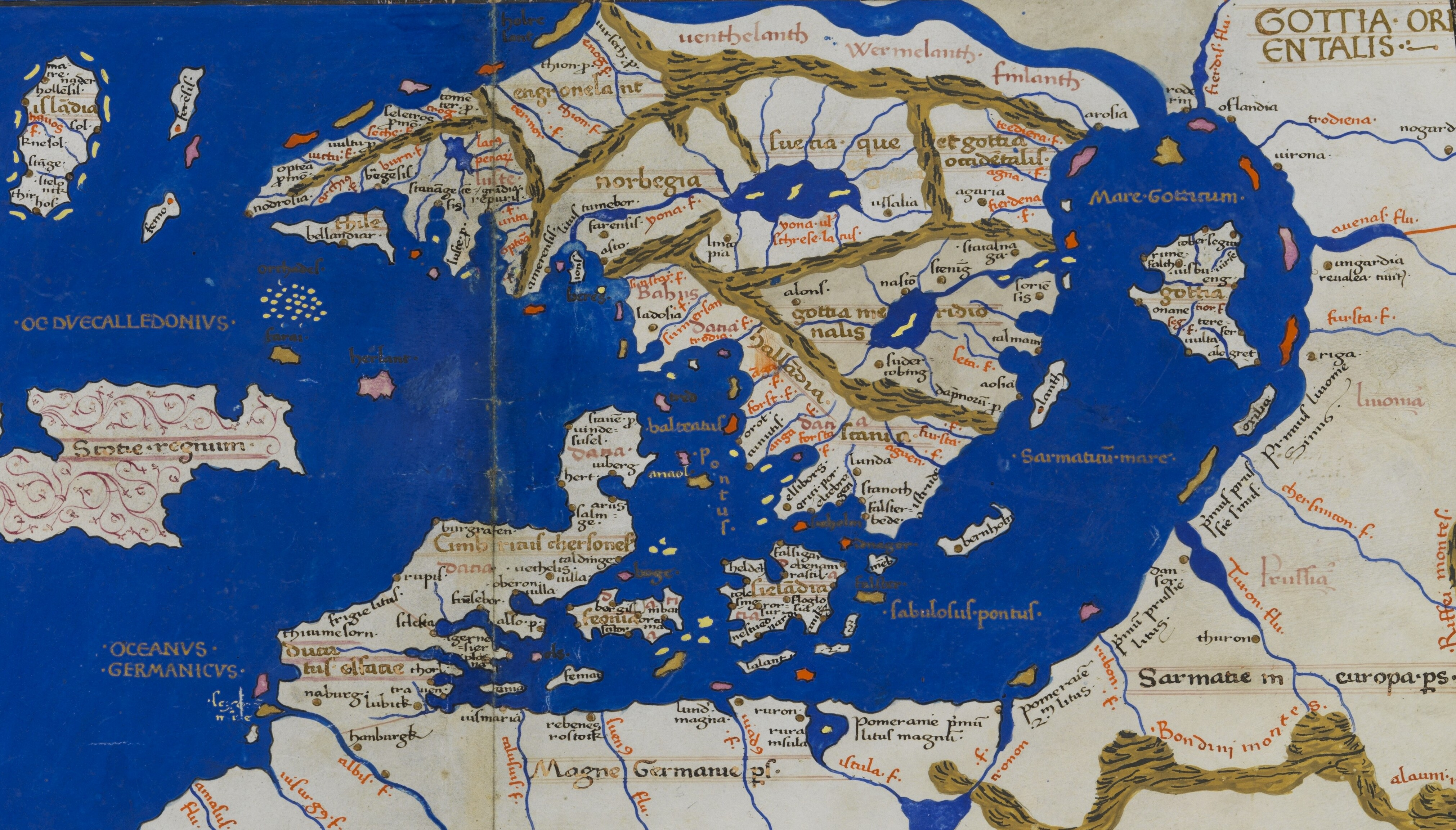
Skandinavien nach Ptolemäus

- Plinius der Ältere erwähnte um 77 n. Chr. in seinem Werk Naturalis historia eine Insel Scatinavia im Meerbusen Codanus und nannte deren Einwohner Hilleviones. Er erwähnte auch eine weitere Meinung, nach welcher eine Insel Aeningia nicht kleiner sei als Scatinavia. Der Codanus werde von einem gewaltigen Berg Saevo sowie dem Vorgebirge der Kimbern begrenzt und sei ganz voller Inseln.[1]
- 98 n. Chr. schrieb Publius Cornelius Tacitus in seinem Werk Germania erstmals über einen skandinavischen Stamm, indem er die Suionen als seefahrendes Volk im Meer bezeichnete.
- Etwa 50 Jahre später erwähnte Claudius Ptolemäus vier skandische Inseln (τέσσαρες νῆσοι αἱ καλούμεναι Σκανδίαι)[2] und beschrieb die östlichste von ihnen, die gleichzeitig auch die größte sei, genauer. Sieben Stämme wohnen ihm zufolge auf dieser Insel:
  - die Chaediner (Χαιδεινοι) im Westen
  - die Firaesen (Φρίσιοι oder Φιραῖσοι) und Favonen (Φαυόναι) im Osten
  - die Finnen im Norden
  - die Gauten und Daukionen (Δαυκίωνες) im Süden
  - die Levoner in der Mitte.
- Eine Insel namens Scadinavia (Paulus Diaconus) oder scadan[an] (Origo Gentis Langobardorum) soll Herkunftsort der Langobarden gewesen sein.[3]

## Beschreibung des Jordanes

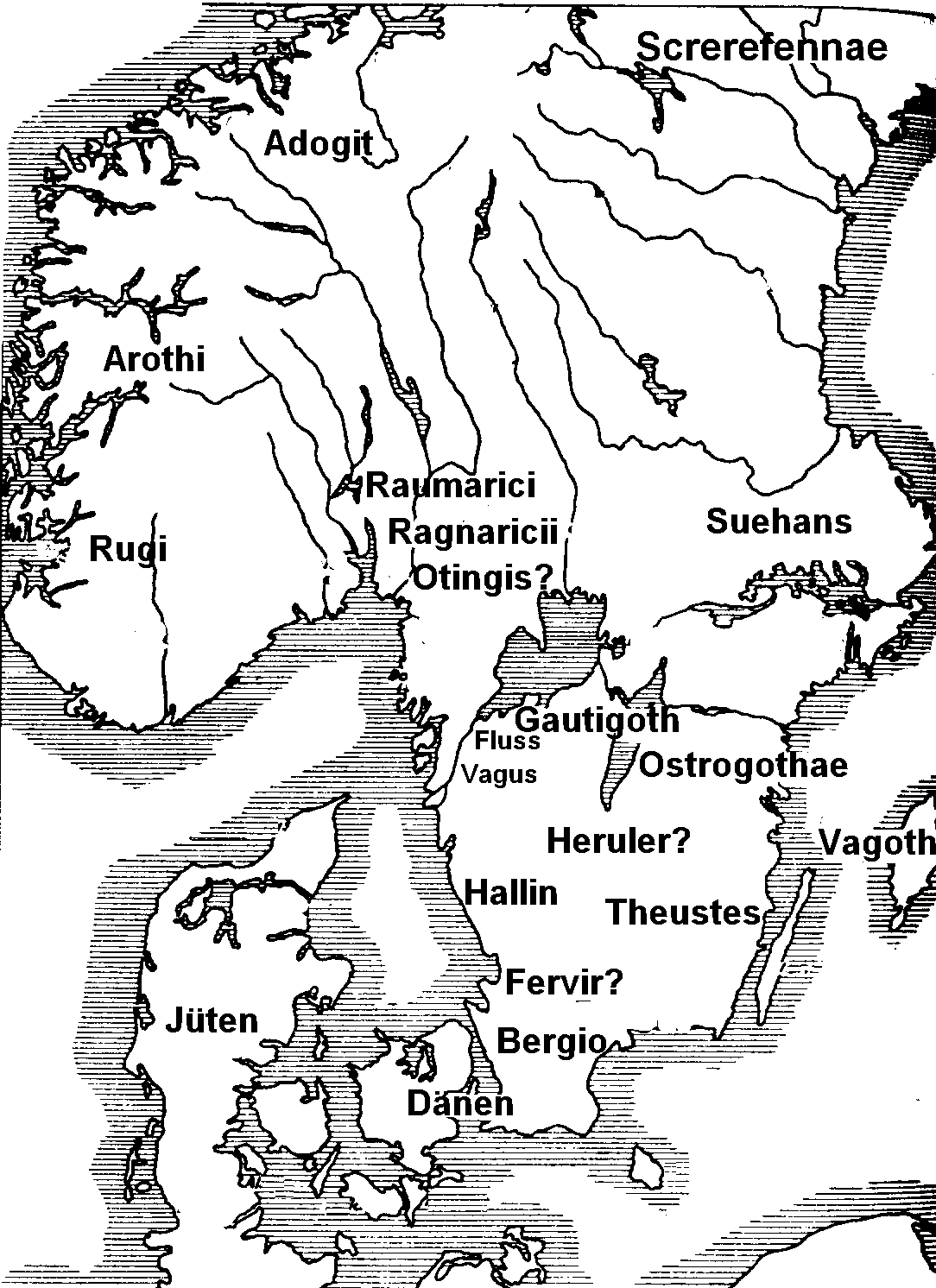
Skandinavien um 550 n. Chr. nach Jordanes

Der römisch-gotische Geschichtsschreiber Jordanes schrieb Mitte des 6. Jahrhunderts, dass die Goten ihre ursprüngliche Heimat, die Insel Scandza, verließen und mit drei Schiffen unter ihrem König Berig über die Ostsee fuhren. Dort trafen sie auf die Küste des heutigen Polen, wo sie neue Ansiedlungen errichteten. Dieser Küstenabschnitt wurde Gothiscandza benannt.
Jordanes lieferte in seinem Werk ein detaillierteres Bild von Skandinavien (Scandza). Seine Angaben aus dem 6. Jahrhundert n. Chr. werden jedoch in der modernen Forschung eher kritisch betrachtet. Jordanes beschrieb Scandza als große, nicht runde Insel, mit einem großen See im Landesinnern, einem daraus ins Meer fließenden Fluss namens Vagus (möglicherweise der Vänernsee und der Göta älv, früher Ván) und einer Landbrücke (Lappland) zum Festland im Osten.
Jordanes nannte viele Stämme, wobei es fraglich ist, ob diese Angaben genau sind: Hoch im Norden lebten die Adogit, bei denen es im Hochsommer für vierzig Tage und Nächte eine Zeit des andauernden Licht gebe und im Winter für die gleiche Anzahl von Tagen und Nächten eine völlige Dunkelheit. Ein weiteres Volk seien die Screrefennae (Skridfinner), die sich nicht von Getreide ernährten, sondern vom Fleisch der wilden Tiere und den Eiern der Vögel. Dort gebe es so reichlich junges Wild in der sumpfigen Landschaft, dass sie von der Jagd ein gutes Leben führen könnten. Weiter südlich lebten die Suehans, die wie die Thurini hervorragende Pferde besaßen. Unter diesen befanden sich auch jene, die für ihre schönen dunklen Pelze bekannt waren, ein Volk, das in Bescheidenheit lebte, jedoch die wertvollste Kleidung besaß.
In den fruchtbaren Ebenen von Scandza siedelten die Stämme der Theusten, Vagothen, Bergio, Hallin und Liothida. Diese wurden daher oftmals von anderen Stämmen angegriffen. Nördlich von ihnen lebten die Ahelmil, Finnaithae oder Finnveden, die Fervir und die Gautigoten (Götaland), ein Volk von kräftigen und schnellen Kämpfern. Dann gab es noch die Mixi, Evagre, Otingis, die alle wie Tiere in Höhlen oder in den Fels geschlagenen Burgen hausten, die Ostrogothae, Raumarici, Aeragnaricii und die freundlichen Finnen, die friedfertiger als alle anderen Bewohner Scandzas waren und die den Vinovilothen ähnelten. Jordanes zählte des Weiteren die Suetidi, die größer als die anderen Völker waren. Zu den Dani, die ebenfalls ihre Wurzeln von diesem Stamm ableiteten, gehörten die Heruler, die alle Völker Scandzas überragten. Daneben gab es in ihrer Nachbarschaft noch die Granier, Augandzier, Eunixier, Taetel, Rugier, Arochier und die Ranier.